# Antarchaea cucullata
Antarchaea cucullata is een vlinder uit de familie van de spinneruilen (Erebidae). De wetenschappelijke naam van de soort is voor het eerst geldig gepubliceerd in 1885 door Moore. Er zijn geen ondersoorten opgenomen in de Catalogue of Life.